# Brycinus lateralis
Brycinus lateralis es una especie de peces de la familia Alestiidae en el orden de los Characiformes.

## Morfología
Los machos pueden llegar alcanzar los 14 cm de longitud total.

## Alimentación
Come pequeños organismos terrestres y acuáticos.

## Depredadores
En Zimbabue es depredado por  Hydrocynus vittatus .

## Hábitat
Es un pez de agua dulce y de clima tropical.

## Distribución geográfica
Se encuentran en África.